# Franklin Pierce
Franklin Pierce (n. 23 noiembrie 1804, Hillsborough⁠(d), New Hampshire, SUA – d. 8 octombrie 1869, Concord, New Hampshire, SUA) a fost al 14-lea președinte al Statelor Unite (1853–1857), un democrat din Nord care considera mișcarea aboliționistă⁠(d) o amenințare fundamentală la adresa unității națiunii. El s-a îndepărtat de grupările antisclavie după ce a susținut și a semnat Legea Kansas-Nebraska și a întărit Legea Sclavilor Fugari⁠(d); cu toate acestea, nu a reușit să țină în frâu conflictul între Nord și Sud, pregătind scena pentru secesiunea Sudului și Războiul Civil American.
Pierce s-a născut în New Hampshire, și a servit în Camera Reprezentanților și în Senat până când a demisionat din Senat în 1842. Cabinetul său de avocatură din New Hampshire era unul de succes, și a fost numit procuror general⁠(d) al statului său în 1845. A luat parte la Războiul Americano-Mexican ca general de brigadă⁠(d) în armată. Democrații l-au considerat candidat de compromis care să unifice interesele din Nord și din Sud, și a fost nominalizat drept candidat al partidului său pentru funcția prezidențială la al 49-lea tur de scrutin la Convenția Națională Democrată din 1852⁠(d). Împreună cu candidatul pentru vicepreședinte, William R. King, i-a învins cu ușurință pe candidații Partidului Whig, Winfield Scott⁠(d) și William A. Graham⁠(d) în alegerile prezidențiale din 1852⁠(d).
Ca președinte, Pierce a încercat simultan să aplice standarde neutre pentru slujbele de stat, satisfăcând în același timp diversele elemente ale Partidului Democratic cu clientelism, efort care la scară generală a dat și i-a întors pe mulți din partid împotriva sa. El a fost un expansionist adept al mișcării Young America⁠(d), care a semnat Achiziția Gadsden prin care s-a obținut teritoriu de la Mexic și a efectuat o tentativă eșuată de a cumpăra Cuba de la Spania. A semnat tratate comerciale cu Regatul Unit și cu Japonia, în timp ce Cabinetul său își reforma departamentele și îmbunătățea responsabilitatea funcționarilor, dar aceste succese au fost umbrite de frământările politice din timpul președinției sale. Popularitatea i-a scăzut abrupt în statele din Nord după ce a susținut Legea Kansas-Nebraska, prin care se anula Compromisul Missouri, în timp ce mulți albi din Sud continuau să-l susțină. Adoptarea legii a condus la conflicte violente pe tema expansiunii sclaviei în Vestul American. Administrația lui Pierce a avut și mai mult de suferit după ce mai mulți diplomați ai săi au lansat Manifestul Ostend⁠(d) prin care cereau anexarea Cubei, document criticat pe scară largă. El se aștepta să fie renominalizat de către democrați la alegerile prezidențiale din 1856⁠(d), dar a fost abandonat de partidul său și candidatura nu a fost aprobată. Reputația sa în Nord a avut și mai mult de suferit în timpul Războiului Civil American după ce a devenit un critic acerb al președintelui Abraham Lincoln.
Pierce era popular și deschis, dar viața sa de familie era nefericită, soția sa Jane suferind de boli și depresie mare parte a vieții. Toți copiii lor au murit de tineri, ultimul ucis într-un accident de tren în timp ce familia călătorea puțin după ce Pierce depusese jurământul ca președinte. El a băut mult aproape toată viața, și a murit de ciroză hepatică în 1869. Istoricii și politologii îl consideră pe Pierce unul dintre cei mai slabi⁠(d) și mai puțin memorabili președinți ai SUA⁠(d).

## Legăturiexterne
- White House biography
- Franklin Pierce la conexiunea Biographical Directory of the United States Congress
- Lucrări de Franklin Pierce la Proiectul Gutenberg
- Lucrări de Franklin Pierce la LibriVox (cărți audio aflate în domeniul public)
- Opere de sau despre Franklin Pierce la Internet Archive
- Essays on Franklin Pierce and shorter essays on each member of his cabinet and First Lady, from the Miller Center of Public Affairs
- Franklin Pierce: A Resource Guide from the Library of Congress
- Franklin Pierce Bicentennial Arhivat în 18 iunie 2022, la Wayback Machine.
- "Life Portrait of Franklin Pierce", from C-SPAN's American Presidents: Life Portraits, 14 iunie 1999
- Franklin Pierce Personal Manuscripts
- Exterior Statues and Memorials – N.H. Division of Historical Resources